# Manequim (canção de Dominó)
"Manequim" é uma canção do grupo de música pop brasileiro Dominó, incluída em seu álbum autointitulado de 1987. A música precedeu o lançamento do álbum e foi lançada como primeiro single nas rádios através de um disco mix promo de 12". Nessa época, o Dominó já era considerado um dos principais nomes do cenário musical brasileiro.
De acordo com o jornal Luta Democrática, a música é o primeiro destaque do álbum e é "embalada por um ritmo contagiante e uma letra de sabor bem juvenil". A faixa é uma versão em português, feita por Edgard Poças, da canção "Maniqui", gravada originalmente em castelhano pelo cantor espanhol, naturalizado mexicano, Chao. O cantor gravou a canção em seu álbum de estreia, intitulado Amor Sin Límite, de 1985.
Em entrevista ao Jornal do Commercio, o integrante Marcelo revelou: "Manequim é uma homenagem que fazemos a todas as mulheres brasileiras chamando a todas de "colar de marfim".
Como forma de divulgação o grupo se apresentou em vários programas de TV, como o Xou da Xuxa. Além disso, a música era cantada nos shows da turnê de 1987. Em um show realizado no Palácio das Convenções do Anhembi, cuja apresentação coube a Paulinho Boa Pessoa, foi feito um concurso para eleger a melhor manequim naquela ocasião, fazendo assim, uma referência ao nome da música.
Em uma live streaming no Instagram, realizada em 1 de abril de 2020, com os integrantes Marcus Quintela e Afonso Nigro foi comentado que o videoclipe da música foi feito no Alto da Boa Vista, no Rio de Janeiro, com uma mega produção, que incluiu uma cidade cenográfica feita exclusivamente para as gravações. Participam do videoclipe as atrizes Luciana Vendramini e Vanessa Lóes. A estreia ocorreu no programa Fantástico, da TV Globo.
De acordo com os jornais Diário do Pará, Luta Democrática e Correio Braziliense, após duas semanas de lançamento, a música era uma das mais tocadas nas rádios brasileiras.

## Lista de faixas
- Créditos adaptados do single de "Manequim".[21]

### Single 12"
Lado A
| N.º | Título     | Compositor(es)               | Duração |  |
| 1.  | "Manequim" | Chao, versão de Edgard Poças | 4:06    |  |

Lado B
| N.º | Título     | Compositor(es)           | Duração |  |
| 1.  | "Manequim" | Chao, versão de E. Poças | 4:06    |  |